# Carl Werner
Carl Friedrich Heinrich Werner (Weimar, 1808 – Lipsia, 1894) è stato un pittore tedesco.

## Biografia

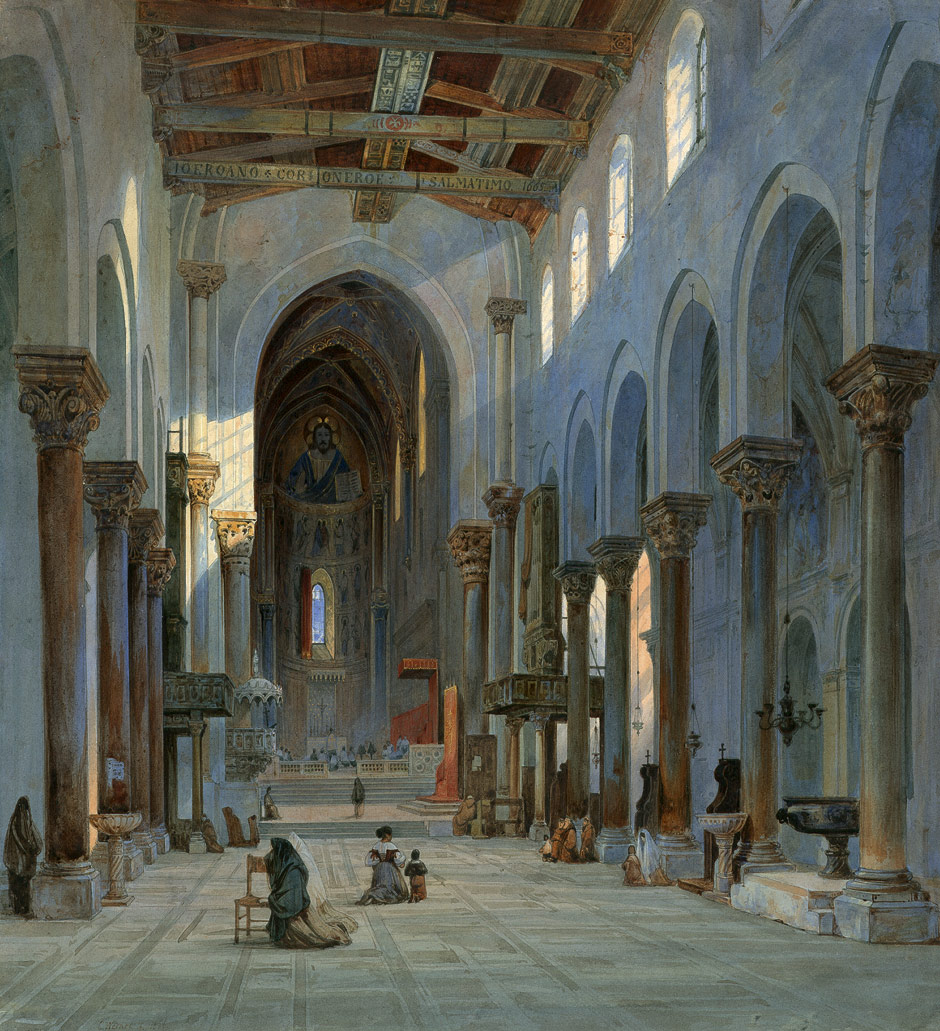
Interno della Cattedrale di Cefalù.

Nato a Weimar, Carl Werner studiò pittura nello studio di Julius Schnorr von Carolsfeld a Lipsia. Dal 1829 al 1831 studiò architettura a Monaco di Baviera, ma poco dopo ritornò a dipingere. Vinse una borsa di studio per l'Italia, dove finì per fondare uno studio a Venezia, rimanendoci fino al 1850 e facendosi la fama di pittore acquerellista. Girò ed espose i suoi lavori in tutta Europa, in particolare in Inghilterra, dove espose i suoi dipinti presso la “New Watercolour Society”. Viaggiò molto e principalmente in Spagna nel 1856 e 1857, e poi in Egitto e in Palestina dal 1862-1864. Particolarmente notevoli sono stati i suoi acquerelli a Gerusalemme, dove fu uno dei pochi non-musulmani in grado di accedere e dipingere l'interno del Santuario della Roccia. Pubblicò alcuni acquerelli di questo viaggio nel 1875 sotto forma di schizzi firmati a nome di Carl Werner. In seguito viaggiò pure in Grecia e in Sicilia, divenne professore presso l'Accademia di Lipsia ed ivi morì nel 1894.

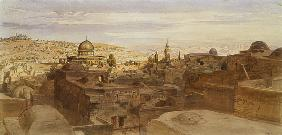
Carl Werner, Gerusalemme